# Rise of the Tomb Raider
Rise of the Tomb Raider este un joc video de acțiune-aventură, dezvoltat de Crystal Dynamics, și publicat de Microsoft Studios și Square Enix. Este o continuare a jocului din 2013, Tomb Raider. Jocul s-a lansat în noiembrie 2015 pentru platformele Xbox 360 și Xbox One. Square Enix a lansat jocul pentru Microsoft Windows și PlayStation 4 în 2016. În aprilie 2018, Feral Interactive a publicat jocul pentru Linux și Mac, iar o lansare pentru Stadia a avut loc în noiembrie 2019.
Povestea jocului o urmărește pe Lara Croft în aventurile ei prin Siberia, în căutarea orașului legendar Kitezh, în timp ce se confruntă cu o organizație paramilitară care intenționează să dobândească secretul nemuririi. Lara trebuie să traverseze mediul și inamicii cu arme de foc și stealth în vreme ce explorează centre semi-deschise. În aceste centre, ea poate descoperi morminte pentru a debloca noi premii, poate completa misiuni secundare și poate descoperi resurse necesare meșteșugului de noi materiale.
Dezvoltarea la Rise of the Tomb Raider a început la puțin timp după ce cea de la jocul din 2013 s-a încheiat. Feedback-ul jucătorilor a fost luat în considerare în timpul dezvoltării, echipa reducând numărul de evenimente tip quick time și introducând mai multe morminte și provocări. Echipa a călătorit prin diferite locații din Turcia, inclusiv Cappadocia, Istanbul și Efes, pentru a construi Kitezh.  Camilla Luddington s-a întors pentru a-i da glas Larei. Alimentat de motorul grafic Foundation, jocul a fost dezvoltat de Eidos Montreal și Nixxes Software.
Rise of the Tomb Raider a fost anunțat la E3 2014 de Microsoft Studios. A fost dezvăluit ca fiind exclusiv Microsoft la Gamescom 2014, lucru ce a cauzat critici printre jucători și comunitate. Jocul a fost lăudat pentru grafică, gameplay și personaje; cu toate acestea, unii recenzenți au simțit că nu și-a asumat prea multe riscuri. Până în noiembrie 2017, jocul a fost vândut în aproximativ șapte milioane de copii. Jocul a primit diferite DLC-uri și adiții de conținut în format digital. O continuare, Shadow of the Tomb Raider, a fost lansată în septembrie 2018.

## Gameplay
Rise of the Tomb Raider este un joc video de tip third-person shooter, de acțiune-aventură, ce conține multe elemente din jocul anterior al seriei. Jucătorul o controlează pe Lara Croft prin diferite împrejurări, în lupta contra inamicilor, și în completarea diferitelor secțiuni de puzzle, în timp ce folosește diferite arme și gadgeturi improvizate pentru a progresa în povestea jocului. Jocul va conține un sistem de meșteșugit, permițând jucătorilor să creeze iteme din materialele aruncate de plantele și animalele acestui aspru mediu înconjurător. Mediul înconjurător va conține un sistem de vreme în care atât oamenii, cât și animalele, pot reacționa, cât și un ciclu zi-noapte. De exemplu, pentru a crea o blană de iarnă mai rezistentă, Lara trebuie să vâneze un anumit lup care iese din bârlog numai într-o anumită parte a zilei și în anumite condiții de vreme. Lara poate înota, ceea ce îi va crește mobilitatea și tacticile de luptă. Lupta a fost reproiectată cu mai multe elemente de stealth și furișare. Lara poate induce inamicii în confuzie cu ajutorul mediului înconjurător, se poate ascunde în spatele tufișurilor sau în spatele copacilor, și poate traversa pe acoperișuri. Arcul și săgețile vor fi prezente și ele, la fel ca în Tomb Raider. Cu ajutorul anumitor animale specifice sau a anumitor materiale pe care Lara le poate vâna sau colecta, ea poate opta pentru arcuri multiple. Alte arme, precum pistolul și toporul, își vor face din nou apariția, precum și un cuțit de vânătoare, folosit pentru luptele corp-la-corp sau pentru atacurile pe furiș, dar și un șperaclu pentru deschiderea cutiilor și ușilor. Își vor face din nou apariția mecanicile de sărituri, în care jucătorul poate să sară mai sus pe un zid vertical și de pe o margine pe alta, dar și balansarea în trapez. Evenimentele quick time și eschivările se întorc și ele, pentru evitarea capcanelor mortale, dar și pentru executarea mișcărilor de finishing.

## Poveste
La un an după întâmplările din Tomb Raider, tânăra arheologă Lara Croft se chinuie să-și explice evenimentele supranaturale avute loc pe Yamatai și pare să sufere de stres posttraumatic. Căutând răspunsuri, ea pleacă spre orașul pierdut Kitezh (vestul Rusiei). Partenera tatălui ei, Ana, încearcă să o avertizeze că obsesia lui cu Kitezh l-a împins către pierzanie. Lara o ignoră și întreprinde o expediție către Siria, sperând să găsească mormântul Profetului Constantinopolului, personaj-cheie în legenda orașului Kitezh. Expediția se termină cu succes, dar mormântul este găsit gol, iar Lara este întreruptă de către Trinity—un ordin cavaleresc antic, care există acum ca și organizație paramilitară ce investighează supranaturalul—și de liderul acesteia, Konstantin. După ce reușește să fugă, Lara descoperă un simbol pe mormânt, pe care ea îl leagă cu o carte pe tema religiei ruse din studiile tatălui ei. Un asasin al Trinity fură cartea, făcându-i pe Lara și prietenul ei Jonah să-l urmărească prin Siberia. Când cei doi sunt despărțiți datorită unei avalanșe, Lara este obligată să meargă singură.
Lara descoperă că Trinity a pus stăpânire pe o mină construită în era sovietică, transformând-o în baza de operațiune în căutarea orașului Kitezh. Ea este prinsă în încercarea de a fura cartea și plasată într-o celulă împreună cu Ana, care este dezvăluită ca și sora lui Konstantin. Cei doi o interoghează în legătură cu locația artefactului "Sursa Divină", care se crede că îți garantează imortalitatea. Lara scapă și îl ajută pe Jacob, un străin misterios care o conduce prin minele și văile din apropiere.
Jacob se dezvăluie a fi liderul grupării Remnant, descendenți ai Profetului Constantinopolului. Pe măsură ce Lara îi ajută pe aceștia, ea ajunge să afle mai multe despre Profet și orașul pierdut Kitezh. După ce a fost declarat eretic de Trinity și dat în urmărire, Profetul și apostolii săi s-au restabilit în Rusia, unde au construit orașul Kitezh. Cu toate acestea, ațâțați de agenții Trinity, armata mongolă condusă de Ginghis Han a atacat orașul, iar Profetul a fost nevoit să-l sacrifice pentru a proteja Sursa Divină. Cei de la Remnant au scăpat și s-au stabilit în acea zonă, jurând să păstreze secretul orașului. Jacob o avertizează că, cu toate că Sursa Divină există, nu este ceea ce ea se așteaptă să fie. Oamenii lui Konstantin au atacat în rânduri repetate gruparea Remnant, clasificându-i ca eretici și spunând că masacrul este din voia lui Dumnezeu. Cu toate acestea, Lara descoperă că Ana este pe moarte și că l-a manipulat pe fratele său pentru a găsi Sursa Divină, pentru a se salva.
Jacob și Lara decid că singura șansă de a proteja Sursa Divină este de a o găsi înaintea celor de la Trinity. Pentru a face asta, Lara găsește Atlasul, un artefact ce servește ca hartă a orașului Kitezh. Ea se reunește cu Jonah, care i-a spionat pe oamenii de la Trinity, aceștia din urmă găsind calea spre oraș. Cu toate acestea, Konstantin a fost conștient de prezența lui Jonah și l-a lăsat în pace în speranța că va conduce Trinity către Lara. Jonah este răpit, împreună cu artefactul Atlas, obligând-o pe Lara să-l salveze. Încercarea dă greș atunci când Konstantin îl înjunghie pe Jonah, știind că Lara se va ocupa de îngrijirea lui, dându-i în acest timp lui Trinity un avans. Lara îl duce pe Jonah la Jacob, care se dezvăluie a fi chiar Profetul atunci când îl vindecă miraculos pe Jonah.
Cu Trinity urcând tot mai sus pe ghețarul care se află lângă Kitezh, Lara este forțată să intre în oraș prin Calea Nemuritorilor, unde îi vede pe gardienii nemuritori ai orașului. Cu ajutorul unui jurnal al unui agent Trinity infiltrat în armata mongolă, Lara descoperă adevărata putere a Sursei Divine: garanția imortalității, dar pierderea conștiinței de sine. Nemuritorii sunt locuitori ai orașului Kitezh, obligați să păzească orașul pentru eternitate. Odată ce Lara intră în Kitezh, oamenii grupării Remnant îi atacă pe Nemuritori, dându-i Larei timp pentru a ajunge în inima orașului. Ea este atacată de Konstantin și îl rănește mortal; el moare neștiind că urmărea scopul Anei, nu cel al lui Dumnezeu. Lara ajunge prea târziu pentru a o opri pe Ana în găsirea Sursei Divine, dar i-o fură înainte ca ea să o poată folosi. Lara distruge Sursa Divină, omorându-i pe Nemuritori, dar Jacob își pierde imortalitatea și moare.
La finalul jocului, fiica lui Jacob, Sophie, preia conducerea grupării Remnant. Jonah se recuperează și i se alătură Larei în plănuirea următoarei expediții. Într-o ultimă secvență, este arătat cum Lara și Ana pleacă din Rusia, Lara punându-i întrebări despre moartea tatălui ei.  Înainte ca Ana să-i poată răspundă, ea este împușcată de un lunetist aflat în slujba Trinity, dezvăluind că misiunea ei a fost neautorizată și că Trinity încă există. Lunetistul întreabă dacă îi este permis să o omoare și pe Lara, dar îi este ordonat să lase arma jos, deoarece ea încă mai are un rol de jucat în această poveste.

## Dezvoltare

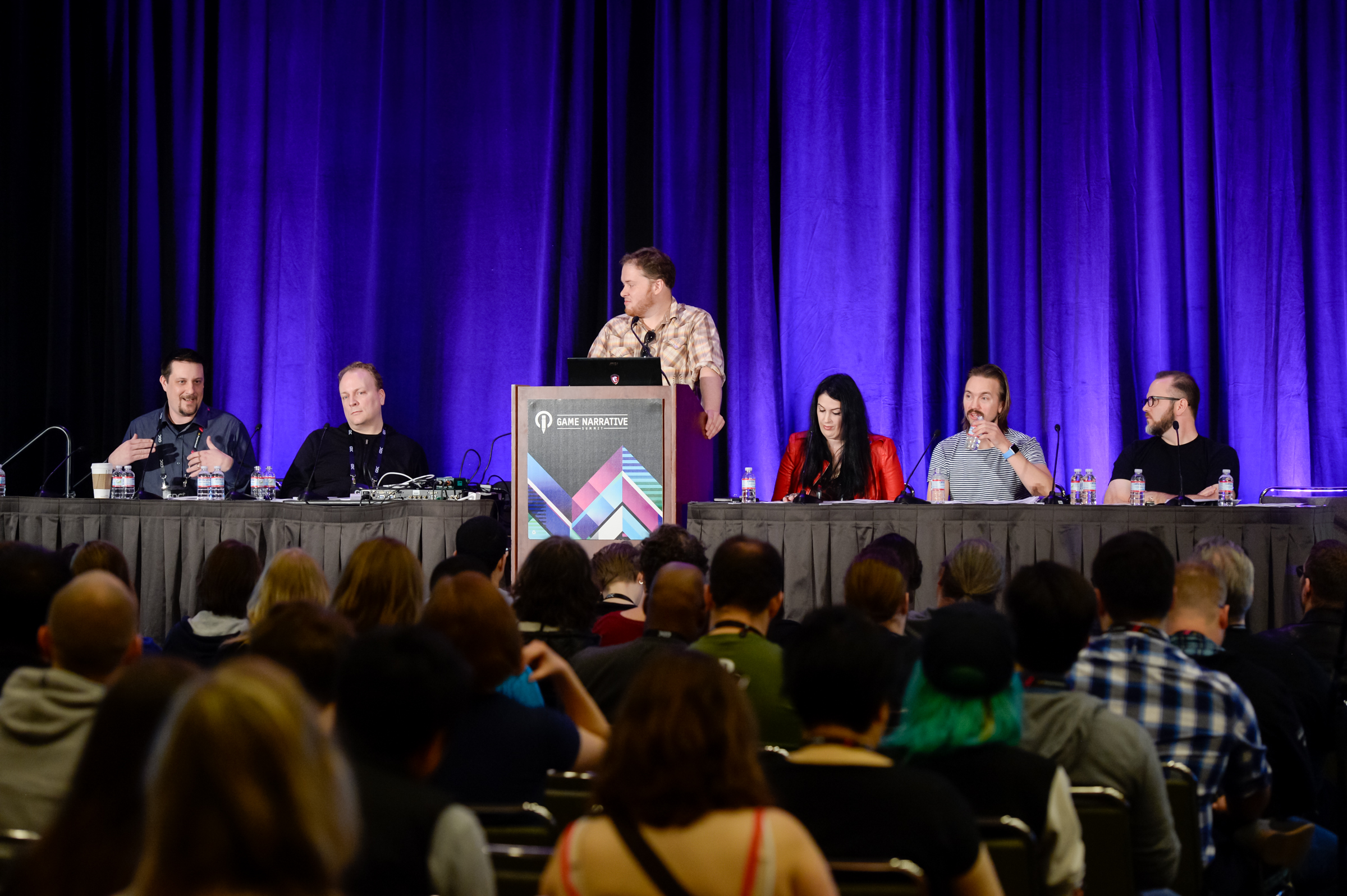
Echipa Crystal Dynamics prezintă procesul de narațiune al jocului la Game Developers Conference 2016

Pe 1 august 2013, Phil Rogers, director-executiv al Square Enix, a confirmat într-o postare de pe blogul oficial al companiei că o continuare Tomb Raider de "nouă generație se află în dezvoltare". Pe 9 iunie 2014, Rise of the Tomb Raider a fost anunțat formal la o conferință de presă, după ce primul trailer al jocului a fost difuzat la conferința Microsoft de la E3 2014. 
La o altă conferință Microsoft din 2014, a fost anunțat că jocul se va lansa la sfârșitul anului 2015 în exclusivitate pentru platformele Xbox. Vorbind despre acest lucru, Phil Spencer a spus "...Sunt un mare fan al seriei Uncharted și mi-aș dori să avem și noi un joc de acțiune-aventură de același calibru. Am început câteva și le-am analizat. Dar nu avem în acest moment unul de calitate. Aceasta este o oportunitate." Vestea exclusivității nu a fost primită într-un mod plăcut de către jucători și jurnaliști. În februarie 2015, Crystal Dynamics a anunțat că versiunea pentru platforma Xbox 360 este dezvoltată de Nixxes Software.
Pe 15 iunie 2015, la conferința Microsoft de la E3 2015, s-a confirmat că Tomb Raider se va lansa pe 10 noiembrie 2015 în America de Nord, pentru platformele Xbox One și Xbox 360. Pe 23 iulie 2015, Square Enix a anunțat că Rise of the Tomb Raider se va lansa pentru Microsoft Windows și PlayStation 4, la începutul și, respectiv, sfârșitul anului 2016. Pe 4 august 2015, la conferința de presă Microsoft de la Gamescom, a fost confirmat că jocul se va lansa pe 13 noiembrie în Europa.
Un season pass a fost anunțat pe 7 octombrie 2015. Conține morminte adiționale și un mod Endurance, care ridică semnificativ dificultatea jocului. În acest mod, Lara trebuie să caute mâncare și combustibil pentru a supraviețui. Modul este programat să se lanseze în data de 21 decembrie 2015. Season pass-ul conține și un DLC, intitulat Baba Yaga: Temple of the Witch, care adaugă noi morminte, puzzle-uri și o nouă campanie ce o implică pe Baba Iaga în jocul principal. A fost lansat pe 26 ianuarie 2016. Ultimul DLC, numit Cold Darkness Awakened, a fost lansat pe 29 martie 2016.
Pe 19 iulie 2016, o ediție specială a jocului, Rise of the Tomb Raider: 20 Year Celebration a fost anunțată pentru platformele PC și PlayStation 4 cu o dată de lansare de 11 octombrie 2016, împreună cu o nouă misiune, Blood Ties (jucabilă folosind PlayStation VR) și suport pentru cooperative multiplayer în modul de joc Endurance ce urmează să fie lansat pentru toate platformele (cu excepția Xbox 360).

## Recepție
Rise of the Tomb Raider a fost primit pozitiv după lansare. Mike Mahardy de la GameSpot a lăudat personajele jocului, precum și adăugarea de noi morminte și varietatea de opțiuni în luptă. El a concluzionat: "Crystal Dynamics a găsit echilibrul aproape la fiecare pas." Lucy O'Brien of IGN a lăudat-o pe Lara, dar și proiectarea lumii. Ea a spus: "M-am distrat cel mai bine cu un joc Lara Croft din 1996 încoace", concluzionând: "Rise of the Tomb Raider a preluat formula câștigului de la predecesorul său și a îmbunătățit-o în fiecare mod posibil." Philip Kollar de la Polygon i-a acordat o notă de 8,5 din 10, spunând că "Aceasta este reinaugurarea formulei Tomb Raider, dar pentru moment, este o formulă pe care o reiau cu plăcere."
Stephanie Bendixsen și Steven O'Donnell de la Good Game i-au dat amândoi jocului cinci stele. Bendixsen a lăudat în special sistemul de lupte al jocului, spunând că nu a mai avut parte "niciodată de atâta distracție cu arme într-un joc", iar O'Donnell a spus că "Lara a devenit ceea ce trebuie acum, și este captivant să pleci în această călătorie cu ea."

Kimberley Wallace de la Game Informer i-a dat jocului o notă de 9,5 din 10, spunând că "Rise of the Tomb Raider conține emoțiile simțite de un aventurier și te face să te gândești asupra mișcării următoare a Larei. Există momente eroice, explorări interactive, și lupte care l-ar face până și pe Indiana Jones invidios. Dacă Crystal Dynamics continuă să ridice ștacheta, abia aștept să văd ce i se pregătește Larei."
Peter Paras de la Game Revolution i-a dat jocului nota perfectă de 5 stele, spunând că "...este o aventură ce merită rejucată cu un erou de neuitat."
În august 2016, Rise of the Tomb Raider a obținut locul 18 în lista de Cele mai bune 50 de jocuri video din toate timpurile a revistei Time.

### Vânzări
În Regatul Unit, Rise of the Tomb Raider a fost cumpărat de mai puține ori decât era așteptat, fiind vândute doar 63.000 de unități, mai puțin de două treimi față de predecesorul său. Unii recenzori au atribuit aceste vânzări scăzute faptului că a avut aceeași dată de lansare cu Fallout 4. Digital, Rise of the Tomb Raider a fost cel mai bine vândut joc pe platforma Xbox One în săptămâna Crăciunului. La sfârșitul anului 2015, jocul a vândut peste 1 milion de copii.
Versiunea fizică a lui Rise of the Tomb Raider a fost al patrulea cel mai bine vândut joc în Regatul Unit și Irlanda, debutând pe locul 4 în clasamentele din Regatul Unit. Brian Horton, regizorul jocului, și Aaron Greenberg, angajat al Microsoft, au declarat că atât Microsoft Studios, cât și Square Enix, sunt satisfăcuți de vânzările jocului.
Digital, versiunea pentru Windows a vândut de trei ori mai multe copii decât cea pentru Xbox One în prima lună de la lansare.Jocul s-a vândut în peste un milion de copii până la sfârșitul anului 2015, și în aproape șapte milioane de copii până în noiembrie 2017. 

### Premii
| Lista premiilor și nominalizărilor | Lista premiilor și nominalizărilor                                  | Lista premiilor și nominalizărilor | Lista premiilor și nominalizărilor |
| Premiul                            | Categoria                                                           | Rezultat                           | Ref.                               |
| ---------------------------------- | ------------------------------------------------------------------- | ---------------------------------- | ---------------------------------- |
| Golden Joystick Awards 2015        | Cel mai bun joc                                                     | Nominalizare                       | [ 46 ]                             |
| The Game Awards 2015               | Cea mai bună performanță (Camilla Luddington)                       | Nominalizare                       | [ 47 ]                             |
| The Game Awards 2015               | Cel mai bun joc de acțiune/aventură                                 | Nominalizare                       | [ 47 ]                             |
| Premiile Telegraph 2015            | Jocul anului                                                        | Nominalizare                       | [ 48 ]                             |
| Premiile Telegraph 2015            | Cel mai bun design                                                  | Locul doi                          | [ 48 ]                             |
| Premiile GameSpot 2015             | Jocul anului                                                        | Nominalizare                       | [ 49 ]                             |
| Premiile GameSpot 2015             | Jocul anului pentru Xbox One                                        | Nominalizare                       | [ 49 ]                             |
| Premiile GamesRadar 2015           | Jocul anului                                                        | Locul opt                          | [ 50 ]                             |
| Premiile EGM 2015                  | Cel mai bun joc                                                     | Locul zece                         | [ 51 ]                             |
| Premiile Game Revolution 2016      | Jocul anului                                                        | Locul doi                          | [ 52 ]                             |
| Premiile Game Revolution 2016      | Cel mai bun dezvoltator                                             | Nominalizare                       | [ 52 ]                             |
| Premiile Game Revolution 2016      | Cel mai bun joc de acțiune-aventură                                 | Câștigat                           | [ 52 ]                             |
| Premiile IGN 2016                  | Jocul anului                                                        | Nominalizare                       | [ 53 ]                             |
| Premiile IGN 2016                  | Jocul anului pentru Xbox One                                        | Câștigat                           | [ 53 ]                             |
| Premiile IGN 2016                  | Cel mai bun joc de acțiune-aventură                                 | Câștigat                           | [ 53 ]                             |
| Premiile IGN 2016                  | Cele mai bune performanțe                                           | Locul doi                          | [ 53 ]                             |
| Premiile IGN 2016                  | Jocul anului pentru Xbox 360                                        | Locul doi                          | [ 53 ]                             |
| Premiile IGN 2016                  | Cel mai bun design                                                  | Nominalizare                       | [ 53 ]                             |
| Premiile IGN 2016                  | Excelență tehnică                                                   | Nominalizare                       | [ 53 ]                             |
| Premiile IGN 2016                  | Cea mai bună poveste                                                | Nominalizare                       | [ 53 ]                             |
| Premiul scriitorilor americani     | Designer principal (John Stafford)                                  | Câștigat                           | [ 54 ]                             |
| Premiul scriitorilor americani     | Designer narativ (Cameron Suey)                                     | Câștigat                           | [ 54 ]                             |
| Premiul scriitorilor americani     | Scenarist principal (Rhianna Pratchett)                             | Câștigat                           | [ 54 ]                             |
| Premiul scriitorilor americani     | Scenarist secundar (Philip Gelatt)                                  | Câștigat                           | [ 54 ]                             |
| Premiile D.I.C.E.                  | Jocul anului                                                        | Nominalizare                       | [ 55 ]                             |
| Premiile D.I.C.E.                  | Cea mai bună regie de joc                                           | Nominalizare                       | [ 55 ]                             |
| Premiile D.I.C.E.                  | Cel mai bun joc de Aventură                                         | Nominalizare                       | [ 55 ]                             |
| Premiile D.I.C.E.                  | Cea mai bună animație de joc                                        | Nominalizare                       | [ 55 ]                             |
| Premiile D.I.C.E.                  | Cel mai bun design                                                  | Nominalizare                       | [ 55 ]                             |
| Premiile D.I.C.E.                  | Cel mai bun personaj                                                | Câștigat                           | [ 55 ]                             |
| Premiile D.I.C.E.                  | Cel mai bun sunet                                                   | Nominalizare                       | [ 55 ]                             |
| Premiile D.I.C.E.                  | Cea mai bună poveste                                                | Nominalizare                       | [ 55 ]                             |
| Premiile D.I.C.E.                  | Cea mai bună tehnică                                                | Nominalizare                       | [ 55 ]                             |
| Premiile SXSW 2016                 | Cea mai bună animație de joc                                        | Câștigat                           | [ 56 ]                             |
| Premiile SXSW 2016                 | Cea mai bună grafică                                                | Nominalizare                       | [ 56 ]                             |
| Premiile SXSW 2016                 | Cele mai bune efecte speciale                                       | Nominalizare                       | [ 56 ]                             |
| Premiile SXSW 2016                 | Cel mai bun personaj                                                | Câștigat                           | [ 56 ]                             |
| Premiile NAVGTR 2016               | Cea mai bună animație și performanță artistică                      | Câștigat                           | [ 57 ]                             |
| Premiile NAVGTR 2016               | Cea mai bună artă de joc                                            | Câștigat                           | [ 57 ]                             |
| Premiile NAVGTR 2016               | Cea mai bună grafică                                                | Nominalizare                       | [ 57 ]                             |
| Premiile NAVGTR 2016               | Cele mai bune efecte speciale                                       | Câștigat                           | [ 57 ]                             |
| Premiile NAVGTR 2016               | Cea mai bună performanță într-un rol principal (Camilla Luddington) | Nominalizare                       | [ 57 ]                             |
| Premiile NAVGTR 2016               | Cea mai bună coloană sonoră                                         | Nominalizare                       | [ 57 ]                             |
| Premiile NAVGTR 2016               | Cel mai bun sunet                                                   | Nominalizare                       | [ 57 ]                             |
| Premiile NAVGTR 2016               | Cel mai bun joc                                                     | Câștigat                           | [ 57 ]                             |

## Continuare
În timpul Gamescom 2015, Square Enix a dezvăluit accidental că un al treilea joc se află în dezvoltare, extinzând povestea Larei într-o trilogie.